# Сёдес, Жорж
Жорж Сёдес (фр. George Cœdès; 10 августа 1886, Париж — 2 октября 1969) — французский археолог и историк, специалист по Юго-Восточной Азии.

## Биография
Его отец работал банковским служащим.
Учился в лицее Кондорсе и в EPHE, последний окончил в 1911 году, там он изучал санскрит.
С 1914 года профессор.
С 1918 года директор Нацбиблиотеки Сиама (Таиланда). Тогда же переехал в Бангкок.
В 1927-9 гг. генсек Королевского института Сиама.
Затем с 1929 года в Ханое, где работал до 1946 года директором Французского института Дальнего Востока.
После возвратился во Францию, где вновь занял профессорскую должность, также работал куратором музея Гиме.
Членкор Британской академии (1952).
Офицер ордена Почётного легиона (Франция, 1952). Командор ордена Белого слона (Таиланд, 1919).
Был женат с 1935 года.